# Битва при Грижо
Битва при Грижо (португальское произношение: [ɡɾiˈʒɔ]) (10 — 11 мая 1809 года) — битва, закончившаяся победой англо-португальской армии под командованием сэра Артура Уэлсли (будущего 1-го герцога Веллингтона) над французской армией под командованием маршала Никола Сульта при втором французском вторжении в Португалию во время Пиренейских войн. На следующий день Уэлсли изгнал Сульта из Порту во второй битве при Порту.

## Битва
В своей «Истории стрелковой бригады» Уиллоуби Вернер описывает, как импровизированный 1-й отдельный батальон, состоящий из солдат и офицеров различных полков, которые не были эвакуированы из Ла-Коруньи, впервые сражался возле деревни Грижо (Вила-Нова-ди-Гая):
Пехота авангарда состояла из стрелковой роты 1-го отдельного батальона, рот 43-го и 52-го лёгкого пехотного полков и лёгкой роты 29-го пехотного полка, все под командованием майора Уэя из 29-го полка. Коттон с британской кавалерией столкнулся с французами на рассвете 10-го, но у [генерал-майора] Мишеля Франчески было достаточно много пехотинцев, а бригада Стюарта задержалась и какое-то время отсутствовала; после этого Франчески отступил и присоединился к [генералу] Мерме в Грижо. 11-го Уэлсли приказал [генерал-майору] Хиллу попытаться обойти позиции Мерме на востоке, в то время как он с дивизией [генерал-майора] Пэджета начали наступление. Днём лёгкие роты 1-го батальона атаковали Мерме, но встретили ожесточённое сопротивление и потеряли немало солдат. После этого Уэлсли приказал Королевскому германскому легиону опрокинуть левый фланг французов, а 16-му португальскому полку атаковать правый фланг; остальная часть бригады Стюарта возобновила атаку на лесистых вершинах в центре выше деревни Грижо. После этого Мерме отступил.
1. ↑  Из источника неясно, была ли это бригада драгунов Чарльза Уильяма Стюарта или бригада пехоты Ричарда Стюарта. По словам Гловера, 1-й отдельный батальон был в составе бригады генерала Ричарда Стюарта.

### Внешние ссылки
- https://web.archive.org/web/20041221181257/http://www.napoleonseries.org/reference/military/organization/detachments.cfm
- http://www.napoleon-series.org/military/battles/c_britarmy2.html